# Jerry Hoffmann
Jerry Hoffmann (Berlino, 30 maggio 1989) è un attore, sceneggiatore e regista tedesco.

## Biografia
Hoffmann è nato ad Amburgo. Ha debuttato all'età di 18 anni nel film Shahada, nel ruolo principale di Samir. Il film è stato presentato in anteprima mondiale al Festival Internazionale del Cinema di Berlino 2010 e ha vinto premi sia in Germania che in vari festival cinematografici all'estero.

## Carriera
Ha iniziato gli studi di recitazione nel 2009 presso la Otto Falckenberg School of the Performing Arts di Monaco di Baviera e ha proseguito presso l'Università delle Arti di Berlino. Prima di completare la sua formazione era stato visto in una serie di produzioni teatrali e cinematografiche. Ad esempio, a partire dal 2011 è apparso con Martin Wuttke e Margit Carstensen in Schmeiß dein Ego weg alla Volksbühne.
Nel film Wir sind wieder wer, interpreta un giovane membro della forza di occupazione americana che si innamora di una tedesca. Il film ha ricevuto il No Fear Award 2012 ai First Steps Awards.
Nella miniserie Zeit der Helden, prodotta da Westdeutscher Rundfunk e Arte, Hoffmann interpreta un'infermiera che ha una relazione con la sua collega. La serie ha vinto il Deutscher Fernsehpreis per la migliore serie nel 2013 e il Grimme-Preis nel 2014.
Nel 2013 è stato selezionato come talento al Berlinale Talents. Nel film in due parti della ARD Grzimek con Ulrich Tukur, Barbara Auer e Katharina Schüttler, interpreta il figlio adottivo di Grzimek, Thomas.
Hoffmann ha una parte nel film d'azione della 20th Century Fox Hitman: Agent 47, con Rupert Friend, Hannah Ware e Zachary Quinto. Nella pièce teatrale I call my brothers, Hoffmann interpreta il ruolo principale di Amor; la produzione ha ricevuto inviti al Radikal jung Festival 2014 di Monaco di Baviera e al Festival Internazionale del Teatro 2014 a Belo Horizonte.
Jerry ha fatto domanda con successo per la prestigiosa borsa di studio Fulbright, e poi ha continuato a studiare produzione cinematografica e televisiva presso la Loyola Marymount University di Los Angeles con particolare attenzione alla scrittura e alla regia. Il primo cortometraggio CELINE di Jerry è stata un'esperienza immersiva a 360 gradi che affrontava la narrazione lineare in realtà virtuale. Accettato alla Hamburg Media School, ha completato i suoi studi nel 2020 con un MFA. I suoi vari cortometraggi, tra cui MALL e 90%, sono stati molto ben accolti. Entrambi sono stati presentati in anteprima al Max Ophüls Festival, uno dei più importanti festival cinematografici per registi emergenti in Germania, e sono stati presentati in vari festival cinematografici internazionali.
Il suo film di tesi I AM, un thriller fantascientifico con due protagoniste femminili nere, è stato premiato con l'HBOMax Best Short Film Award al St. Martha's Vineyard African-American Film Festival, è stato nominato per gli Student Academy Awards e si è qualificato per gli Academy Awards 2022.
Inoltre, può essere visto in un ruolo da protagonista nella serie distopica turca Netflix Yakamoz S-245 lanciata a livello globale il 20 aprile 2022.

## Filmografia

### Cinema
- Shahada, regia di Burhan Qurbani (2010)
- Wir sind wieder wer (2011)
- Nemez, regia di Stanislav Güntner (2012)
- Ein weites Herz - Schicksalsjahre einer deutschen Familie, regia di Thomas Berger (2013)
- Grzimek - Cortometraggio, (2014)
- Heil (2015)
- Hitman: Agent 47, regia di Aleksander Bach (2015)
- Platzspitzbaby, regia di Pierre Monnard (2020)
- The Witchprincess (2020)
- Falling Into Place, regia di Aylin Tezel (2023)
- L'aggiusta-cuori (Die Liebeskümmerer), regia di Shirel Peleg (2024)

### Televisione
- Zeit der Helden – serie TV, (2012)
- Yakamoz S-245 – serie TV, (2022)

## Teatro
- 2013 - Ich rufe meine Brüder
- 2011 - Schmeiß dein Ego weg

## Doppiatori italiani
Nelle versioni in italiano nelle opere in cui ha recitato, Jerry Hoffmann è stato doppiato da:
- Manuel Meli in Yakamoz S-245, L'aggiusta-cuori